# Batalla de Gravelines
La batalla de Gravelines va tenir lloc el 13 de juliol de 1558 prop de la ciutat de Grevelingen (en francès Gravelines), al Westhoek, prop de Calais, i va marcar el final de la guerra entre el Regne de França i les Espanyes, que es va perllongar des de l'any 1547 al 1559.

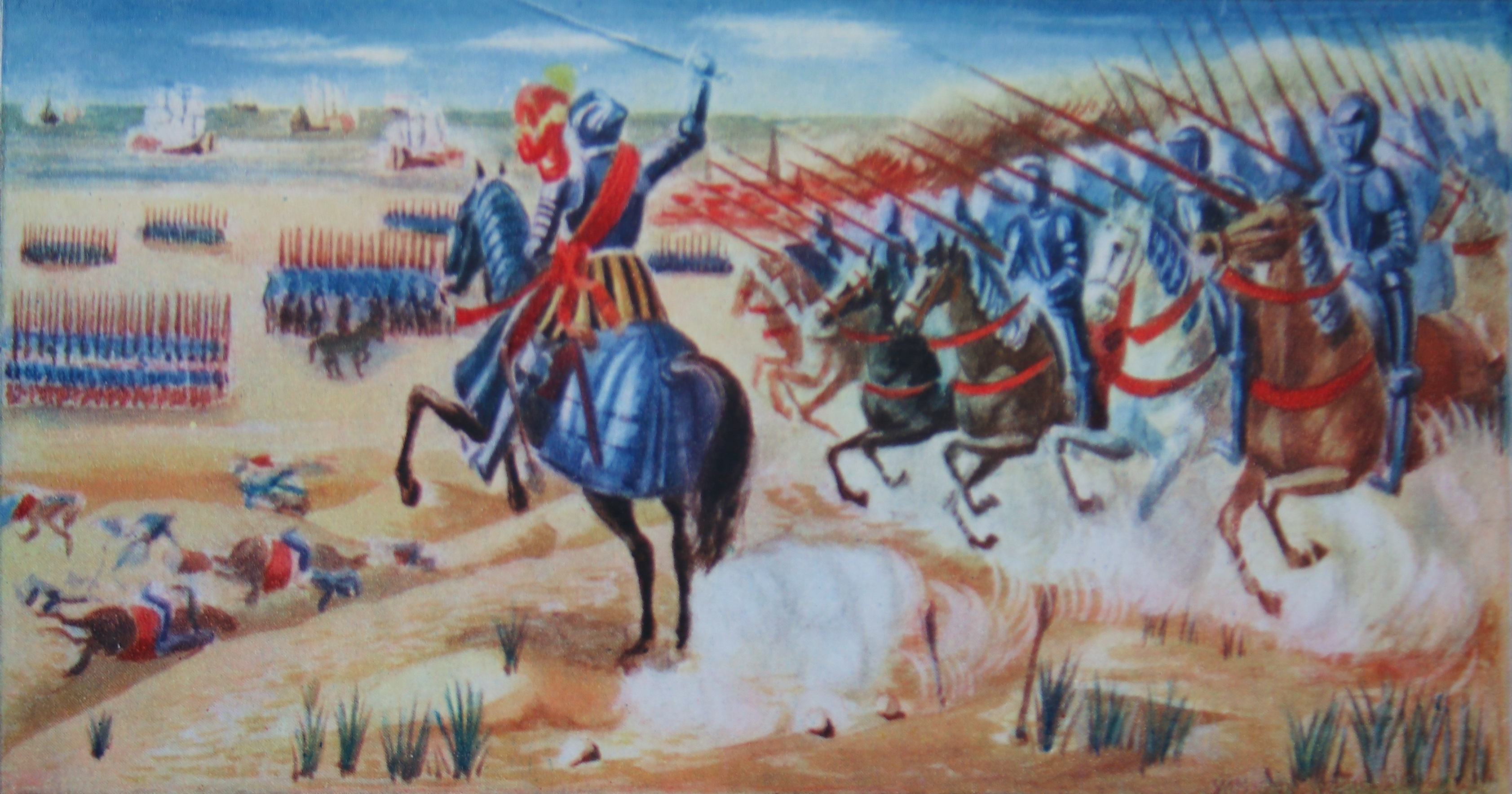
Lamoraal van Egmont slag bij Grevelingen (Gravelines) (cropped)

## Antecedents
Després de la brillant actuació de Manuel Filibert de Savoia en la batalla de Sant Quintí, Enric II de França va preparar la seva resposta. Reclutà un nou exèrcit a la Picardia, que posà en mans de Nevers; va demanar ajuda naval al soldà otomà i alentà els escocesos a envair Anglaterra pel nord. El duc de Guisa va prendre el port de Calais als anglesos, i Paul de La Barthe, senyor de Tèrme, envaí Flandes amb un altre exèrcit, a través de la costa, arribant fins a Dunkerque i amenaçant Brussel·les.

## Desenvolupament de la batalla
El duc de Savoia i Felip II van reunir un exèrcit de 12.500 infants i 3.200 genets de cavalleria, donant el comandament al comte d'Egmont, que es presentà a Gravelines el 13 de juliol de 1558. Sorprès per la rapidesa de la maniobra espanyola, Paul de La Barthe va haver de presentar batalla perquè tenia el riu a la seva esquena, la mar a la seva esquerra i la seva dreta totalment inutilitzada per la columna de bagatges del seu mateix exèrcit.
La seva mala situació, això no obstant, no va impedir que els francesos creguessin en una victòria fàcil. Es va bombardejar i atacar amb bastant de desordre l'exèrcit espanyol, creient que es tractava d'un contingent inferior. Una vegada més es va revelar la capacitat dels arcabussers espanyols, en aquell temps dels millor equipats i entrenats del continent. Els arcabussers van clivellar la cavalleria francesa, i fins i tot el mateix comte d'Egmont va carregar al comandament dels seus genets. A la vegada, 12 vaixells bascos i anglesos bombardejaven la rereguarda francesa, causant nombroses baixes. La batalla de Gravelines va resultar un nou desastre per a França, amb milers de morts i tota l'artilleria i banderes capturades. Els francesos es van veure obligats a replegar-se a les seves fronteres.

## Conseqüències
Després d'aquesta nova derrota, que se sumava a la de Sant Quintí, Enric II de França es va veure obligat a signar la pau amb Felip II en l'anomenada Pau de Cateau-Cambrésis en 1559. Va ser precisament arran d'aquest tractat que Felip II va contreure matrimoni amb Isabel de Valois, filla d'Enric, mentre que Manuel Filibert va fer el mateix amb Margarida de Valois i de França, germana del rei i filla de Francesc I de França.